# Mecz Polska – Rumunia – RFN w Dziesięcioboju 1972
Mecz Polska – Rumunia – RFN w Dziesięcioboju 1972 – lekkoatletyczne zawody międzypaństwowe w dziesięcioboju mężczyzn rozegrane 3 i 4 czerwca 1972 w Zielonej Górze.
Startowało po 6 zawodników z każdego kraju, do punktacji liczyło się 5 najlepszych z danego państwa.
W meczu zwyciężyła Polska (37 376 pkt.) przed Rumunią (35 557) i RFN (35 375).

## Rezultaty
| Poz. | Zawodnik            | Rezultat (pkt.) |
| ---- | ------------------- | --------------- |
| 1.   | Ryszard Skowronek   | 7934            |
| 2.   | Bogdan Vasile       | 7841            |
| 3.   | Ryszard Katus       | 7706            |
| 4.   | Edward Kozakiewicz  | 7395            |
| 5.   | Werner Haegele      | 7330            |
| 6.   | Rudi Kranzler       | 7266            |
| 7.   | Andrei Sepsy        | 7217            |
| 8.   | Edward Miś          | 7213            |
| 9.   | Mihail Nicolau      | 7201            |
| 10.  | Lech Nikitin        | 7128            |
| 11.  | Wolfgang Stamm      | 7065            |
| 12.  | Raudu Gavrilas      | 7050            |
| 13.  | Gerd Tillmann       | 7005            |
| 14.  | Werner Antoskiewicz | 6709            |
| 15.  | Wolgang Linkmann    | 6655            |
| 16.  | Stefan Kiczko       | 6516            |
| 17.  | Gheorge Limandru    | 6248            |